# Гамбург-Татенберг
Татенберг (нім. Tatenberg) — частина району Бергедорф вільного та ганзейського міста Гамбург. Татенберг входить до складу місцевості Маршланде.